# Murénovití
Murénovití (Muraenidae) je čeleď mořských dravých ryb spadající mezi paprskoploutvé. Ryby této čeledi mají typicky protáhlé tělo připomínající hada a chybí jim břišní ploutve. V českém názvosloví jsou všechny rody této čeledi označovány názvem muréna.

## Taxonomie
Po taxonomické revizi z roku 2010 existuje patrně více než 200 druhů, řazených do dvou podčeledí a celkem 16 rodů. Zdaleka nejvíc druhů zastupuje rod Gymnothorax (od posledního uznaného druhu v roce 2017 se jedná o celkem 126 druhů).
Podčeleď Muareninae (Rafinesque, 1815)
- rod Diaphenchelys (McCosker & Randall, 2007)
- rod Echidna (Forster, 1788)
- rod Enchelycore (Kaup, 1856)
- rod Enchelynassa (Kaup, 1855)
- rod Gymnomuraena (Lacepède, 1803)
- rod Gymnothorax (Bloch, 1795)
- rod Monopenchelys (Böhlke & McCosker, 1982)
- rod Muraena (Linnaeus, 1758)
- rod Pseudechidna (Bleeker, 1863)
- rod Rhinomuraena (Garman, 1888)
- rod Strophidon (McClelland, 1844)

Podčeleď Uropterygiinae (Fowler, 1925)
- rod Anarchias (Jordan & Starks, 1906)
- rod Channomuraena (Richardson, 1848)
- rod Cirrimaxilla (Chen & Shao, 1995)
- rod Scuticaria (Jordan & Snyder, 1901)
- rod Uropterygius (Rüppell, 1838)